# NIC-32B
La NIC-32B es una importante carretera nacional clasificada como colectora secundaria en Nicaragua. Esta vía comienza en el Oeste, conectándose con la NIC-24A en el municipio de Somotillo, departamento de Chinandega, y culmina el municipio de San Juan de Limay en el departamento de Estelí.

## Extensión
Con una extensión de 46,47 km, la NIC-32B juega un rol clave en la conectividad y transporte de la región.